# Доусон-Сіті
Доусон-Сіті (англ. Dawson City) — місто (32,45 км²) розміщене на території Юкона в Канаді (64°3′35.8″ пн. ш. 139°24′39.04″ зх. д. / 64.059944° пн. ш. 139.4108444° зх. д.) на місці, де річка Клондайк (англ. Klondike River) вливається в річку Юкон (англ. Yukon River). Місто налічує 1327 мешканців (2006) (41,0/км²) і стало популярним туристичним центром Півночі: щороку його відвідують яких 60 000 туристів. З 1898 по 1953 рік Доусон-Сіті було столичним містом Юкону; згодом, з будівництвом Клондайкського шосе (англ. Klondike Highway), столицю перенесено до міста Вайтгорс.

## Історія

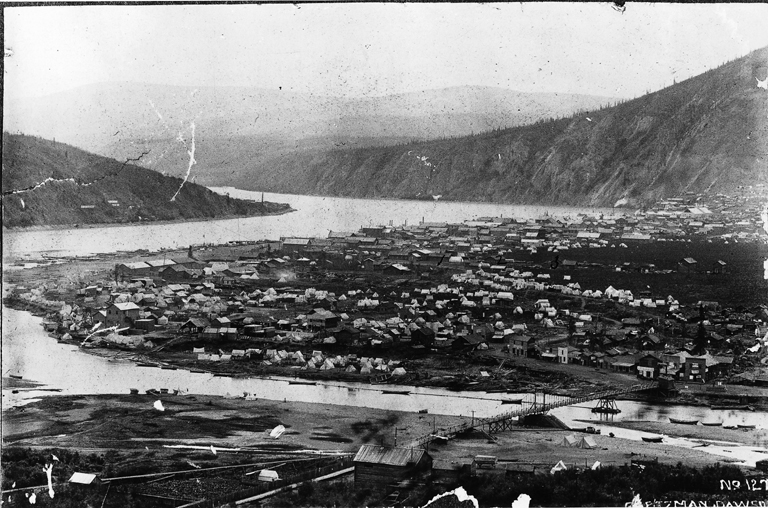
Доусон-Сіті. На передньому плані — річка Клондайк. 1898.

Поселення Доусон-Сіті було закладене в перші дні Клондайкської золотої лихоманки, коли Джозеф Ладу і власник магазину Артур Гарпер вирішили заснувати бізнес на старателях, що прибували на Клондайк. Вони купили в уряду 72 га прибережної болотистої території на місці, де річка Клондайк впадає в Юкон, розбили план вулиць (які ще потрібно було забудувати) і взялися постачати дерево та інші припаси для золотошукачів. Місцевих індіанців ген, що жили поблизу Доусон, канадська поліція переселила на 5 км вниз по течії Юкону, у невеличку резервацію.
Від початку місце, вибране для поселення, якнайменше для цього підходило — болотиста місцевість, що частково затоплювалася при весняних повенях, нестача питної води. Єдина перевага — зручність доставляння деревини та інших товарів, можливість швартування для невеликих річкових пароплавів.
На початку невелике поселення мало назву «Містечко Гарпера і Ладу», але невдовзі було перейменоване в Доусон на честь канадського науковця і геодезиста Мерсера Доусона. Американці, які становили 90 % населення Доусона, почали називати його за американською традицією Доусон-Сіті. Слово «Сіті» вказувало не на статус міста, а на те, що це поселення є центром золотошукачів.
Вже в першу зиму 1896 року в Доусон-Сіті жило понад 500 чоловік. У перші місяці золотої лихоманки майже всі золотошукачі з берегів Юкону (а це кілька тисяч кілометрів берега) перебралися до Доусона. Ділянка для забудови (як правило — спочатку намет, потім зруб) коштувала 500 доларів. Але до січня 1897 року в містечку було лише п'ять дерев'яних споруд, а решта — намети.
У першу зиму відчувалася гостра нестача всього — від продуктів до реманенту. Єдине, чого було вдосталь — це золота. Сіль цінувалася дорожче, ніж золотий пісок .Жодне місто у світі не мало стільки мільйонерів (в долях до всього населення), і ніде в світі не було таких жахливих умов виживання. Взимку доводилося вбивати навіть найбільш цінних собак, оскільки для них не було їжі. Річка Клондайк була одна з найбагатших на рибу, але літо 1886 року видалося дуже сухим, річки обміліли й збідніли на живність і запаси риби були невеликі навіть в індіанців.
Від повного голоду Доусон врятував один м'ясник, що наприкінці осені доставив мешканцям партію телятини.

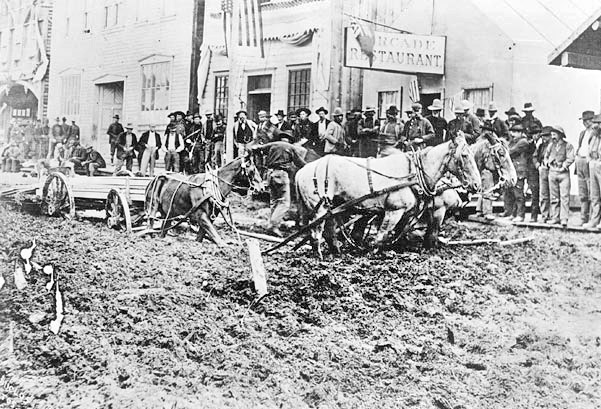
Доусон-Сіті: вулиця Фронт Стріт з кінним возом, загрузлим в багно, 1898

Пізньої весни 1898 року, коли почали прибувати майбутні золотошукачі, населення Доусона різко збільшилося до 30 тисяч. Центральна вулиця — Фронт Стріт — являла собою поспішне нагромадження магазинів і будинків, решта території — зруби і намети. В перші тижні Доусон зовні більше нагадував наметовий табір, ніж містечко. Водопостачання і каналізація були відсутні. Лише два джерела з питною водою і дві річки, які дуже швидко стали брудними. Весною необлаштовані вулиці перетворювалися на болотяні шляхи. Забруднене нечистотами, місто потерпало від комарів і мушок. Ділянки на забудову зросли в ціні і сягали 10—20 тис. доларів, а рентування зрубу коштувало 100 доларів за місяць.
У результаті прибулі почали селитися на південному березі річки Клондайк, зайняли навіть колишнє поселення індіанців Трочек. Кілька невеличких поселень виникли поблизу копалень на річці Бонанза.

Віддаленість Доусона створювала проблеми з постачанням необхідних для прожиття товарів. Особливо критичною ситуація стала наприкінці літа 1897 року. Завдяки першій хвилі золотошукачів, які встигнули добратися до Клондайку до морозів, населення збільшилося до 5000 і стало очевидно, що продуктів на зиму не вистачить. На той час кінна поліція ще не вимагала на кордоні річного запасу продуктів і багато новоявлених золотошукачів прибули з мінімільним вантажем. Ті ж, що переселилися з інших стоянок на Юконі, теж не мали багато продуктів. Прибуваючим на човнах з берега кричали:
У Доусоні немає магазинів. Якщо ви не маєте спорядження і їжі, — ради Бога, вертайте назад!.
Два невеличкі пароплави, що мали доставити продукти до Доусона, застрягли на мілині за півтисячі кілометрів і їх захопили місцеві старателі. Вони відвантажили собі продукти і чесно за них заплатили. А самому Доусону загрожував голод. Оголошення на центральній вулиці Фронт Стріт починалося словами:
Голод заглядає в обличчя кожного, хто перечікує і сподівається на зовнішню допомогу….
Після попереджень, що очікується голодна зима, близько 200 золотошукачів виїхали з Клондайка вниз по річці до Форт-Юкон, де застрягли інші пароплави з провізією. Золотошукачам, які вирішували покинути Доусон-Сіті на пароплаві Weare, давали безплатний квиток і п'ять днів безплатного харчування на судні. 160 чоловік пристали на те. Але насправді склалося так, що саме жителі Форт-Юкон більше потерпали від нестачі продуктів та хвороб.
Коли замерз Юкон, кілька груп шукачів спробували вернутися назад до гірських перевалів Чілкут і Уайт. Півдюжини людей загинуло, не дійшовши до перевалів, решта вернули в Доусон.
На щастя наприкінці вересня 1897 року одне судно компанії NATT таки пробилося до Доусона, але майже весь його вантаж становило віскі. Розлючений менеджер торговельного посту Доусона мало не задушив на палубі президента NATT. Через день прибуло ще одне судно, але теж напівпорожнє.
Ціни в Доусоні завжди були високі, та ще й стрибали відповідно до сезону. Взимку 1997 року сіль на вагу цінувалася як золото, цвяхи вартували 28 доларів за фунт (0,45 кг)). Банка масла коштувала 5 доларів. Узимку не було жодної можливості знайти корм для коней і всі вісім коней, що ще залишалися в Доусоні, були забиті і використані для годівлі собак. Продукти в магазинах відпускалися обмежено. Навіть мільйонер міг купити продуктів лише на кілька днів наперед. Поліція взимку заарештовувала лише тих, хто міг взяти із собою до в'язниці свою їжу.
Завдяки тому, що населення Доусона зменшилося на кілька сотень людей і встановленому раціону, голоду серед золотошукачів в першу зиму золотої лихоманки не було. Проте виселені індіанці, які раніше були бажаними клієнтами місцевих магазинів, тепер були покинуті напризволяще і багато жінок та дітей померло тої зими.
За таких умов цинга, яку спричиняла нестача вітаміну С, була головною проблемою Доусона, не лише взимку, але й влітку. Англійські золотошукачі називали цю хворобу «канадська чорна нога», за видимими ознаками захворювання. Серед тих, хто захворів, був і майбутній письменник Джек Лондон, який встиг дістати квиток на пароплав з Сан-Франциска і добратися до Клондайку серед перших золотошукачів восени 1897 року. Золота на зареєстрованій ділянці Джек не знайшов, а цинга перекреслила подальшу кар'єру золотошукача. Натомість світ збагатився новим письменником.
Перші продукти, що були доставлені пізньої весни 98-го, продавалися за рекордні ціни: яйце — 3 долари, яблуко — 1 долар (відповідно, 81 і 27 доларів за цінами 2000 р.).
Звістка про очікуваний голод в Доусоні занепокоїла Конгрес США. Було проголосовано за виділення 200 тис.доларів щоб закупити табун оленів і доправити його до Доусон-Сіті. 539 оленів були куплені в Норвегії, доставлені до Нью-Йорка, далі поїздом — до Сіетла, пароплавом — до початку маршруту Дальтона в каналі Лінн. Табун супроводжували 43 лапляндці, 10 фінів і 15 норвежців. Звідти вони більше 9 місяців добиралися до Доусона. У дорозі частина оленів були вбиті вовками, індіанцями, загинули від затягнутих ошийників, померли від голоду. Наприкінці навіть самі погоничі голодували. Врешті-решт оленяча рятівна експедиція в січні 1899 року дісталася до Доусон-Сіті. Від неї залишилася п'ята частина — 114 оленів і на той час голод вже місту не загрожував. Експедиція, яка задумувалася, як рятівна, тепер сама потребувала порятунку.
Дизентерія (на сьогодні цю хворобу називають шигельозом) і малярія були звичними хворобами в Доусон-Сіті. Черевний тиф збирав свої жертви протягом літа. У госпіталі, який своїми силами збудував отець-єзуїт Вільям Джадж, налічувалося до 140 пацієнтів і ще тисячі «переходили» хвороби на ногах. У наступні роки вже було вжито певних заходів — прокладено водопровід, каналізацію. Епідемічна ситуація покращилася, але тиф все ще залишався проблемою. Сам отець Вільям, якого називали «Святий Доусона», помер взимку 1899 року від пневмонії.
Плем'я індіанців, переселене на 5 км вниз по Юкону, теж зазнало епідемій тифу і дифтерії, які сильно зменшили кількість корінних жителів. Цинга індіанців не зачепила через особливості їхнього харчування.
Новозасноване містечко було дуже вогненебезпечним. Всі будинки обігрівалися дровами, освітлювалися свічками і гасовими лампами. На випадок пожеж не вистачало води, особливо проблематично було гасити вогонь взимку, коли вода замерзала не доходячи до насосів. Перша велика пожежа сталася 25 листопада 1897 року, коли танцівниця Бель Мітчел розбила гасову лампу.
Друга, більш катастрофічна пожежа трапилася у жовтні 1898 року, коли вогонь знищив два салуни, поштове відділення і банк. Втрати становили півмільйона доларів. А в той час, коли палала пожежа, надворі лежало розібране устаткування для гасіння пожежі. Його не могли скласти і використати, бо місто не згоджувалося заплатити за нього 12 тис. доларів — це менше, ніж дехто програвав в карти при одному розкладі. Після пожежі фінансові питання були швидко владнані і сотня пожежників приступила до служби.
Доусон швидко відбудовувався, але через кілька місяців — у квітні 1899 року — нова пожежа знищила 117 будівель з удвічі більшим збитком — 1 млн доларів. За іронією долі пожежна бригада саме в той день страйкувала, вимагаючи підвищення платні.
Незважаючи на важкі побутові умови, велика кількість золота, що проходила через Доусон, заохочувала розкішний стиль життя багатих золотошукачів. Салуни зазвичай були відкриті цілодобово. Віскі було там найзвичайнішічим напоєм. Азартні ігри — рулетка, покер, кості — не обмежувалися в ставках, які могли сягати тисяч доларів. Найбільша ставка була у грі Сема Бонніфілда і Луїса Гольдена — 200 тис.доларів (160 млн), яку виграв Сем, маючи на руках чотирьох королів. Салуни та інші розважальні заклади оформляли свої фасади в модному паризькому стилі, в останні роки — з електричним освітленням. Салуни приносили прибуток навіть кращий ніж золоті копальні, особливо, якщо там було піаніно або інший музичний інструмент.
Перше невеличке піаніно було привезене сімейною парою Гюсон через Чилкутський перевал, розібраним на малі частини, які обмотали вовняною матерією. У Доусоні піаніно зібрали і продали в салун Еша. Вже в перший вечір прибуток Еша зріс з трьох до тридцяти тисяч доларів. А вовняні шмати місіс Гюсон використала згодом для в'язання светрів, які вигідно продавала.
Існує багато розповідей, як багаті золотошукачі витрачали неймовірні суми на свої розваги. Такий собі Джіммі Макмагон якось витратив 28 тис.доларів (760 тис.) за один вечір. Більшість розрахунків здійснювалося золотим піском, якого немало просипалося на підлогу. Молодий помічник Монте Сноу якось за раз назмітав з підлоги салуну золотого пилу на 278 доларів.
Доусон бачив багато мільйонерів-оригіналів у ті часи: Білл Гейтс, гравець і дамський любимчик, що ходив завжди у шовковому вбранні з діамантами, якось скупив всі яйця в Доусоні, наказав їх зварити і нагодувати ними своїх собак. Франк Конрад кидав золоті самородки на палубу пароплава, коли його улюблений співак відпливав з Клондайка. Танцівниця Дейсі Д'ара носила пояс з золотих монет, а Герті Лавджой вставила діамант у передні зуби. Лише мільйонер Алекс Макдональд, хоч його й називали «Король Клондайку», ніколи не робив грандіозних гулянь і закупів.
Примітно, що не дивлячись на широкі річки віскі, що лилися в Доусоні, практично не було випадків замерзання нетверезих золотошукачів взимку. Всі знали, що спиртне перед дорогою в мороз — певна смерть.

Доусон-Сіті почав занепадати після закінчення золотої лихоманки. Кращий транспортний зв'язок сприяв появі на Клондайку великих, сучасніших гірничих машин, що докорінно змінили золодобувну справу. Видобуток золота зростав аж до 1903 року завдяки драгам і гідророзмивам, пізніше кількість золота поступово зменшувалася. До 2005 року з Клондайку добули приблизно 570 т золота. Коли журналістка Лора Бертон приїхала до Доусон-Сіті в 1907 році, він ще процвітав, але подалі від центральної Фронт Стріт місто опустіло і було запруджене
...пічками, меблями, тарілками для промивання породи, наборами посуду, сифонами, звалищами поржавілої гірничої техніки — котли, лебідки, тачки і насоси.
 У 1912 році з колишніх 30 тисяч мешканців залишилося 2000 і Доусон поступово перетворювався на місто-привид.
У 1972 в Доусоні залишалося всього 500 людей, а багато навколишніх поселень стали повністю безлюдними. У XXI столітті Доусон-Сіті ще залишався маленьким містечком золотодобувної промисловості. Туризм давав істотну частину прибутку до бюджету містечка. Багато будинків в центрі зберегли свій історичний вигляд. Населення потрохи зростало — до 1300 у 2006 році.
Долина річки Клондайк теж залишила в собі сліди золотої лихоманки — русло річки повністю змінене драгами.
Неподалік від Доусон-сіті виникло інше містечко — Гранд-Форкс. Доусон-сіті був адміністративним, бізнесовим та розважальним центром, у ньому не було золотих покладів і жодних копалень. Гранд-Форкс же був промисловим поселенням, розміщеним на злитті річок Бонанза і Ельдорадо, де були найбагатші розсипи золота. У найбільшому розквіті містечко налічувало до 10 тисяч мешканців. Але після виробки копалень, жителі поступово його покинули. Натомість прибула важка гірська техніка — драги. Протягом наступних кількох років драги повністю перемили всі русла Бонанзи і Ельдоради, включаючи місцевість, де розміщувалося це містечко. Гранд-Форкс навіть не може зараз називатися місто-привид, оскільки від нього не залишилося й сліду. Натомість там іржавіють залишки драг.

## Геологія
Доусон-Сіті належить до західної частин Геологічного розлому Тинтіна (англ. Tintina Fault). Геологічний розлом Тинтіна створював западину Тинтіна, яка продовжується на схід на декілька сот кілометрів. Залишок ерозії — вулканічні скелі на північ і захід від Доусон-Сіті.

## Клімат
Містечко має субарктичний клімат – гірська тундра з арктичною рослинністю, і належить до екозони Північноамериканських Кордильєр (англ. Boreal Cordillera Ecozone).
Середньомісячна температура 15,6 °C (липень), −26,7 °C (січень). Найвища температура — 34,7 °C (31 травня 1983 року) і найнижча температура −55,8 °C (11 лютого 1979 року). Влітку температури можуть підвищитись до 30 °C; узимку впасти нижче −40 °C.
Висота містечка: 320 м над рівнем моря. Середньомісячні дощові опади — до 48,4 мм (липень), снігові опади — до 24,2 мм (січень), середньорічні снігові опади — до 24,2 мм; щорічно — 90 днів без морозу. Містечко розміщене на багаторічній мерзлоті.

## Галерея

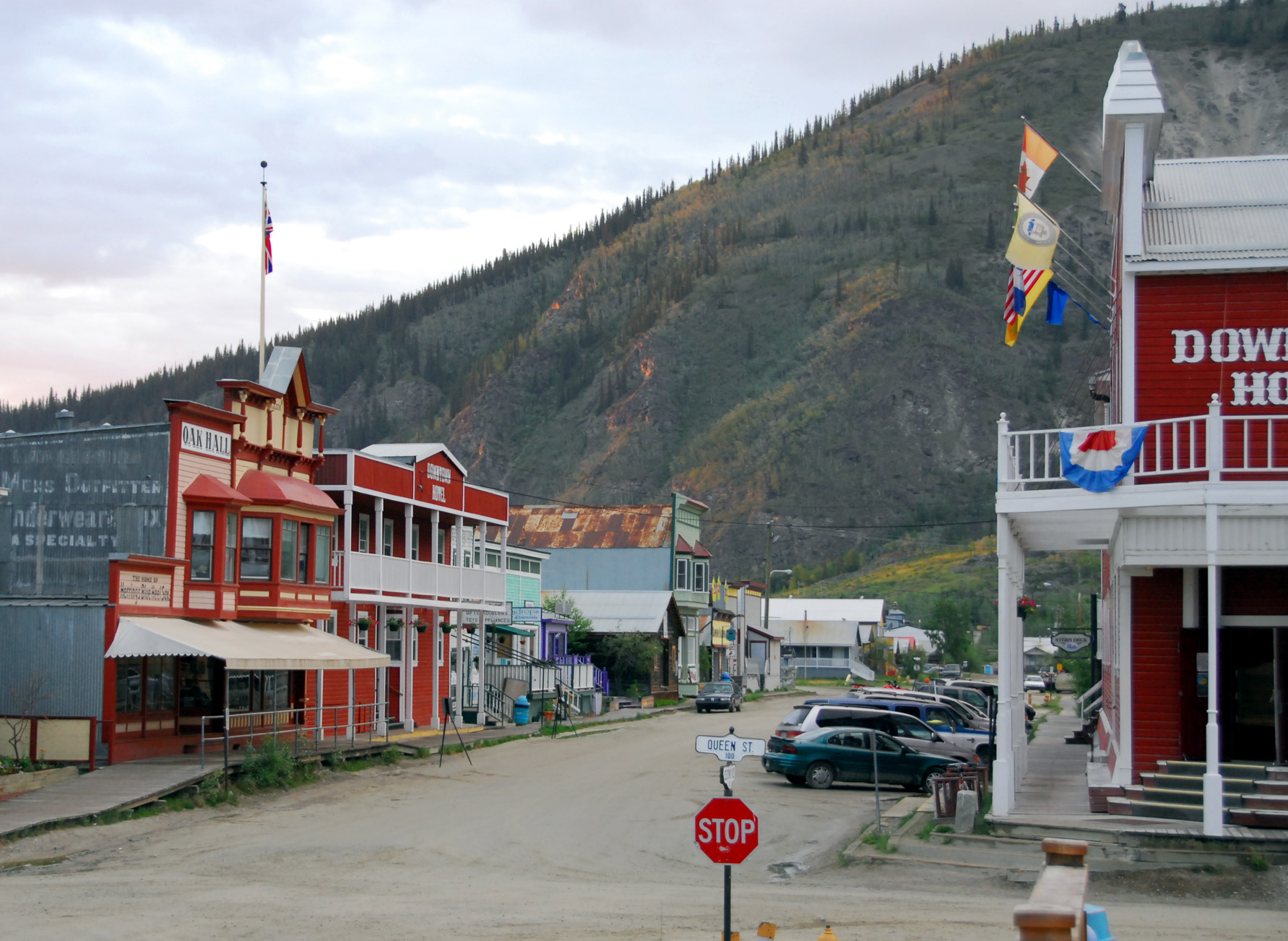
Доусон-Сіті — Центр
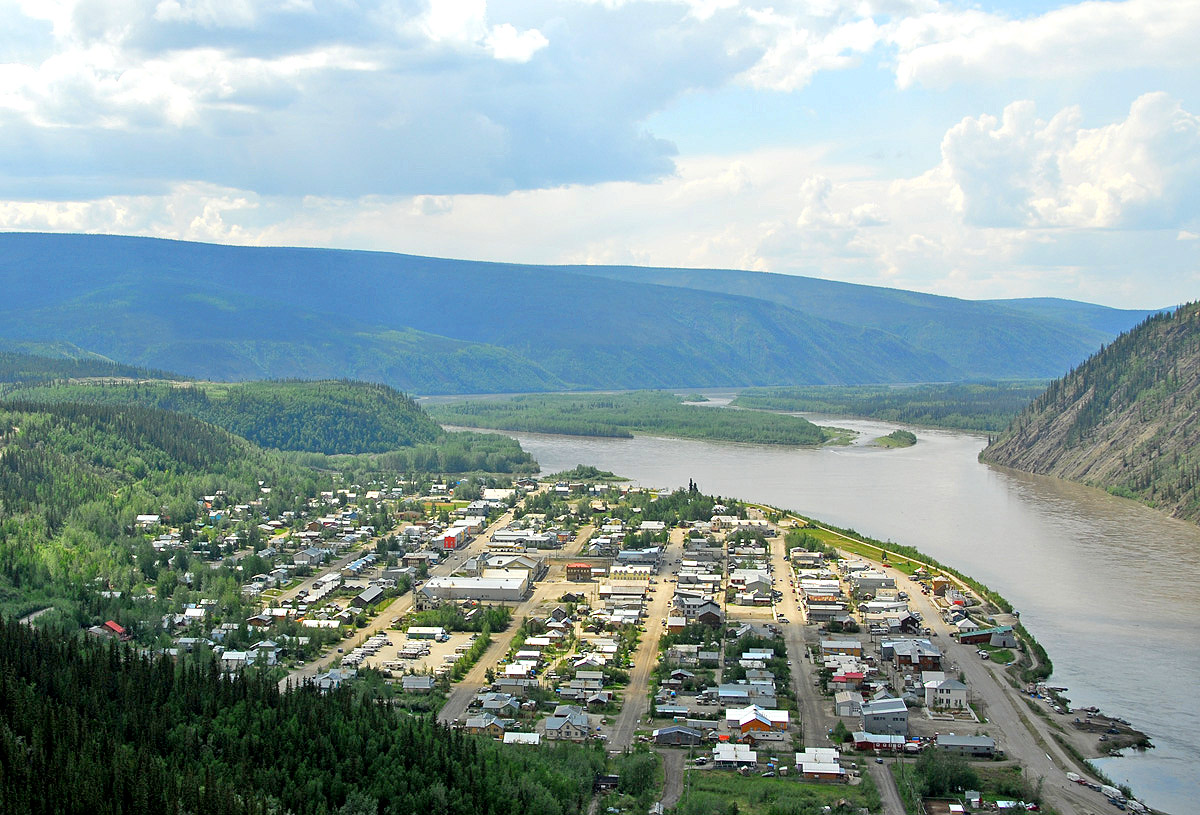
Доусон-Сіті — липень 2007
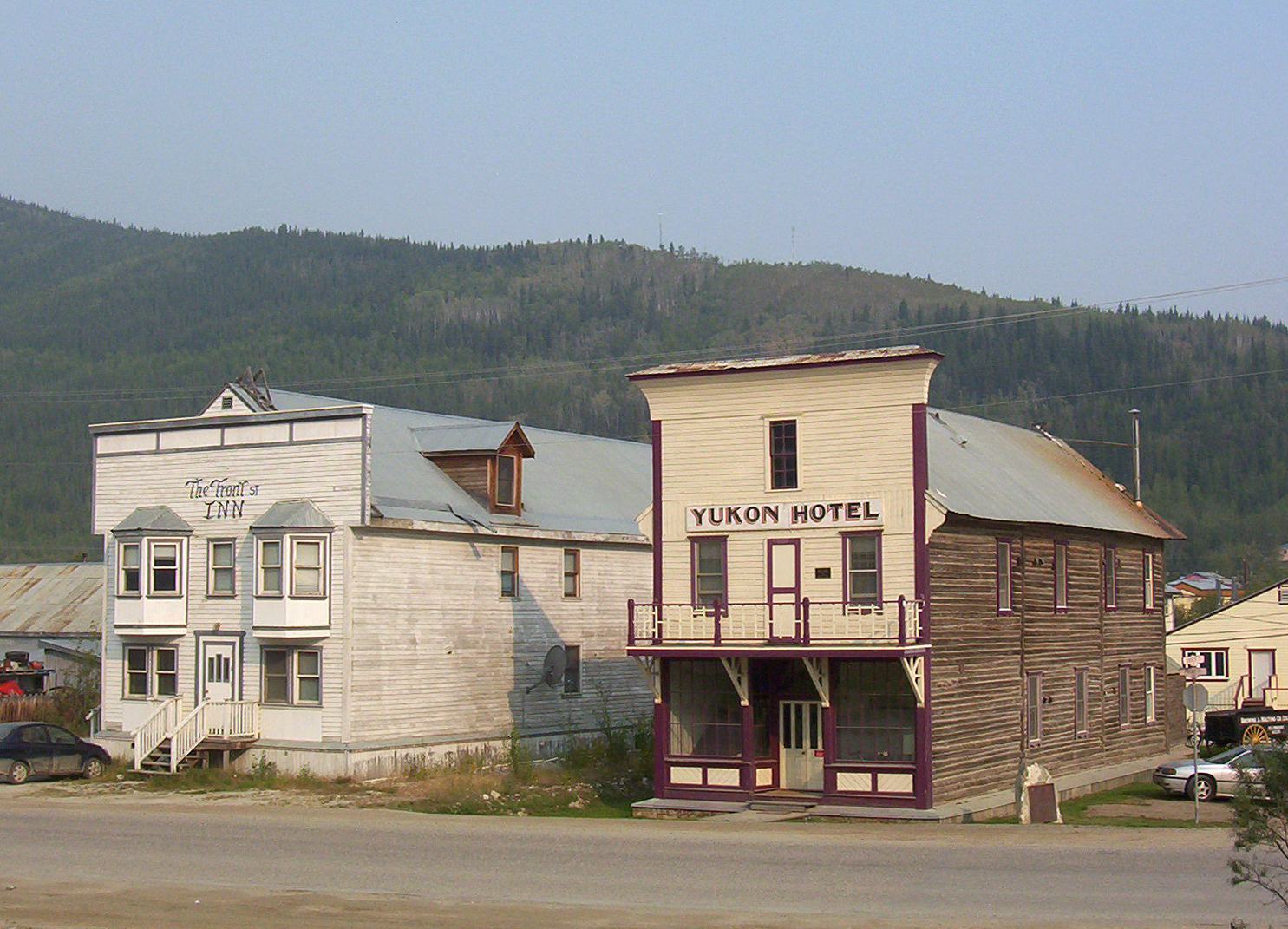
Готель «Юкон»
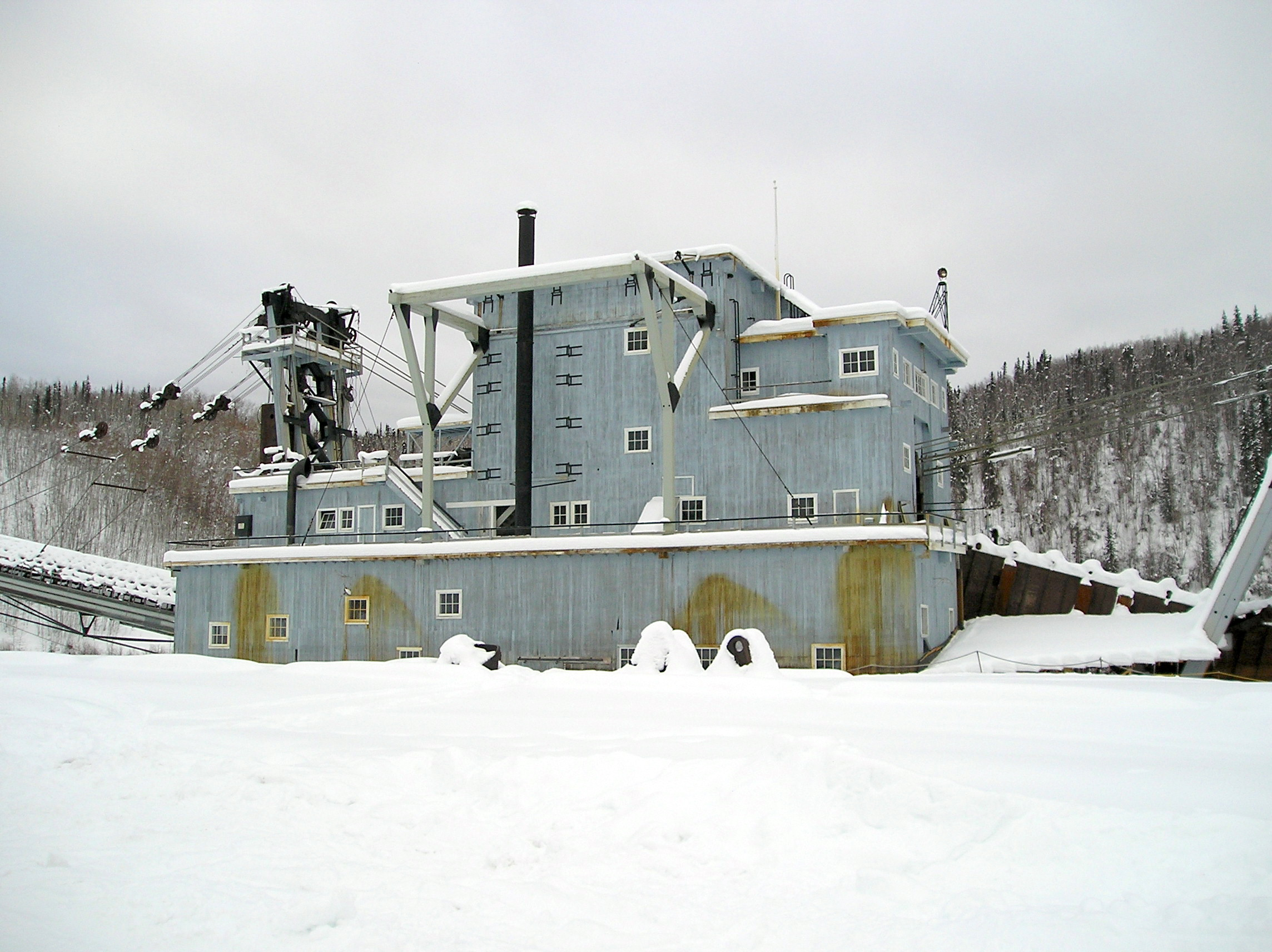
Золоточерпалка — Доусон-Сіті
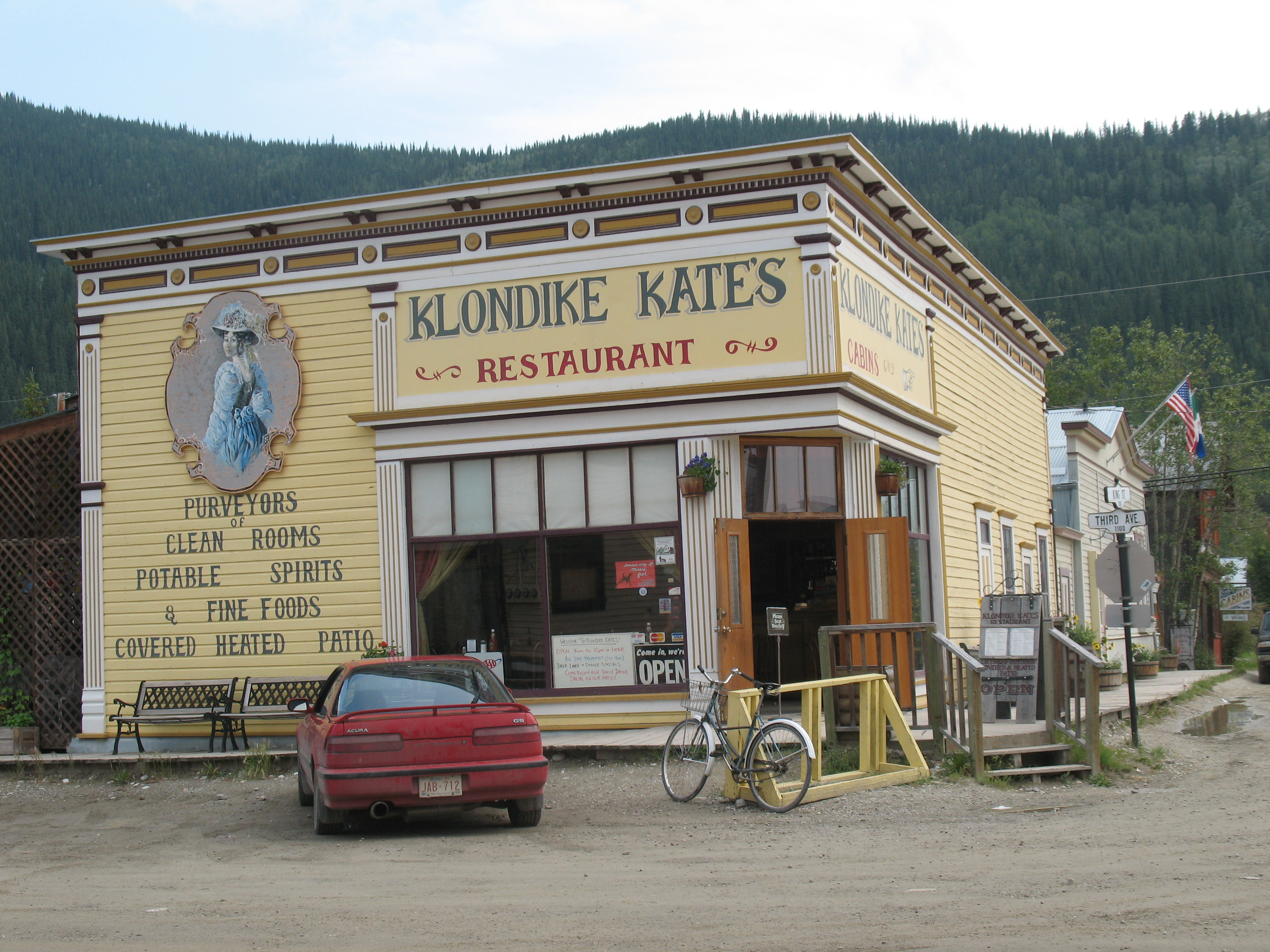
Ресторан «Клондайк Кейтс»
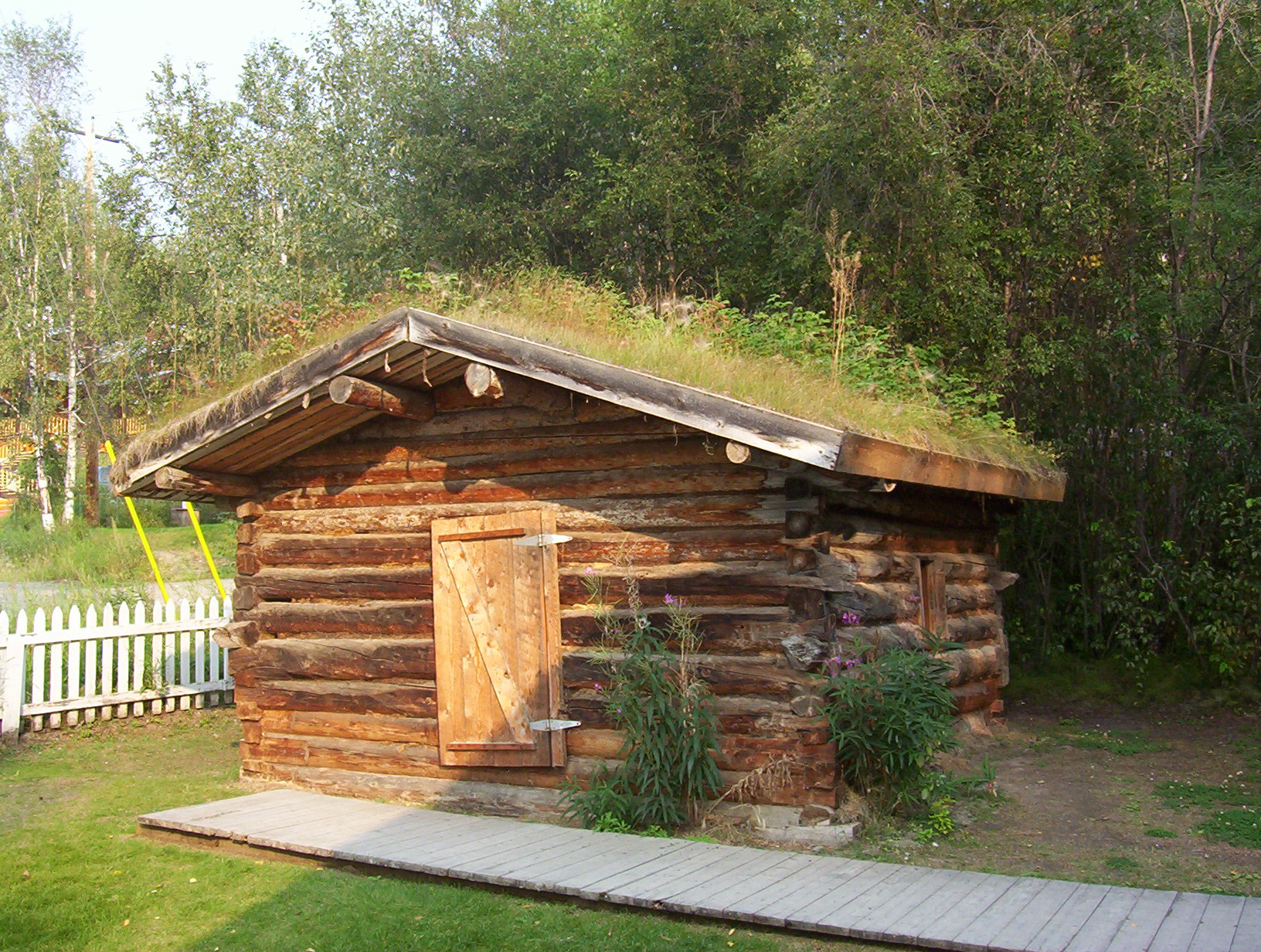
Салон «Джек Лондон»
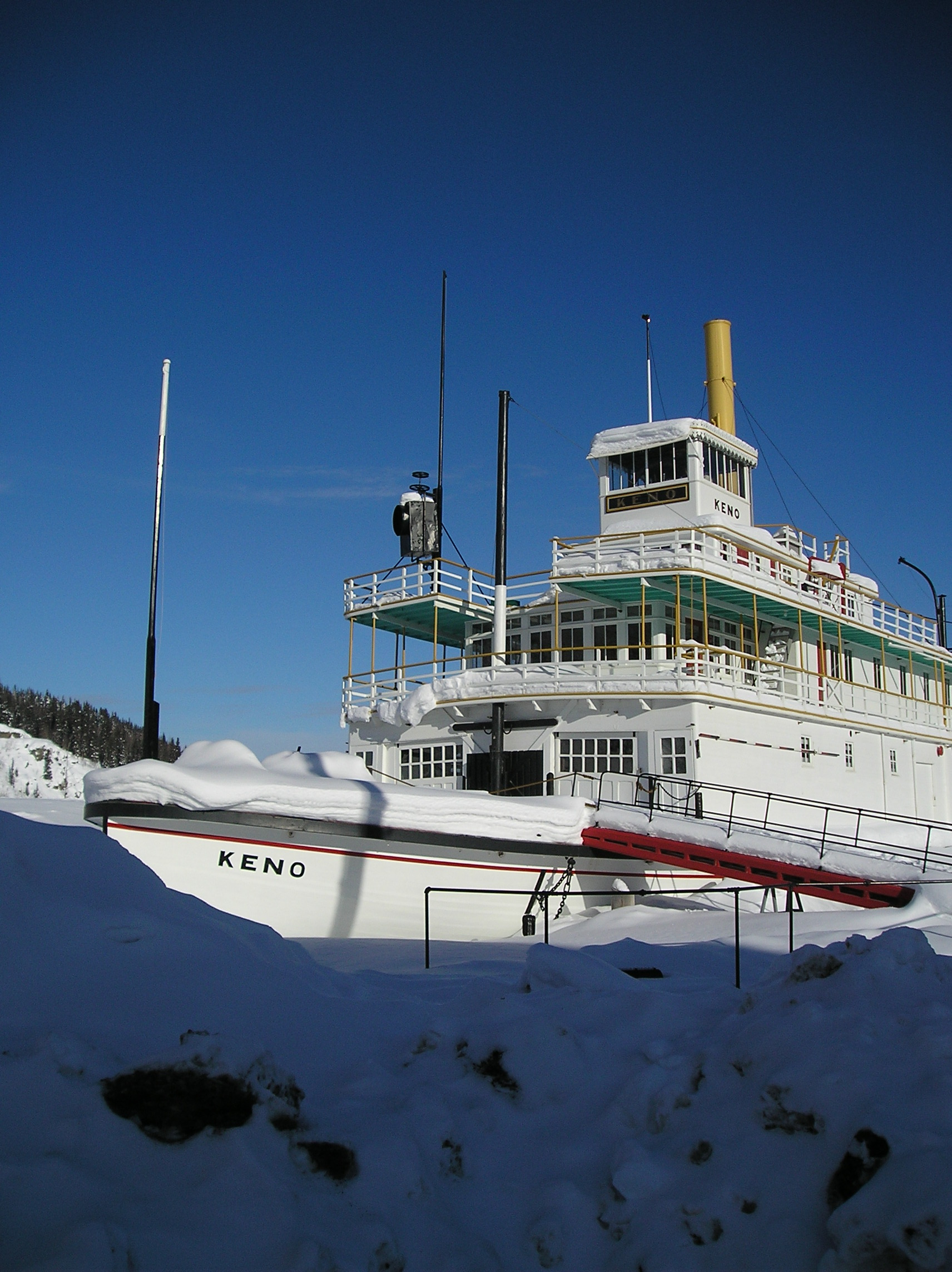
Пароплав біля Доусон-Сіті
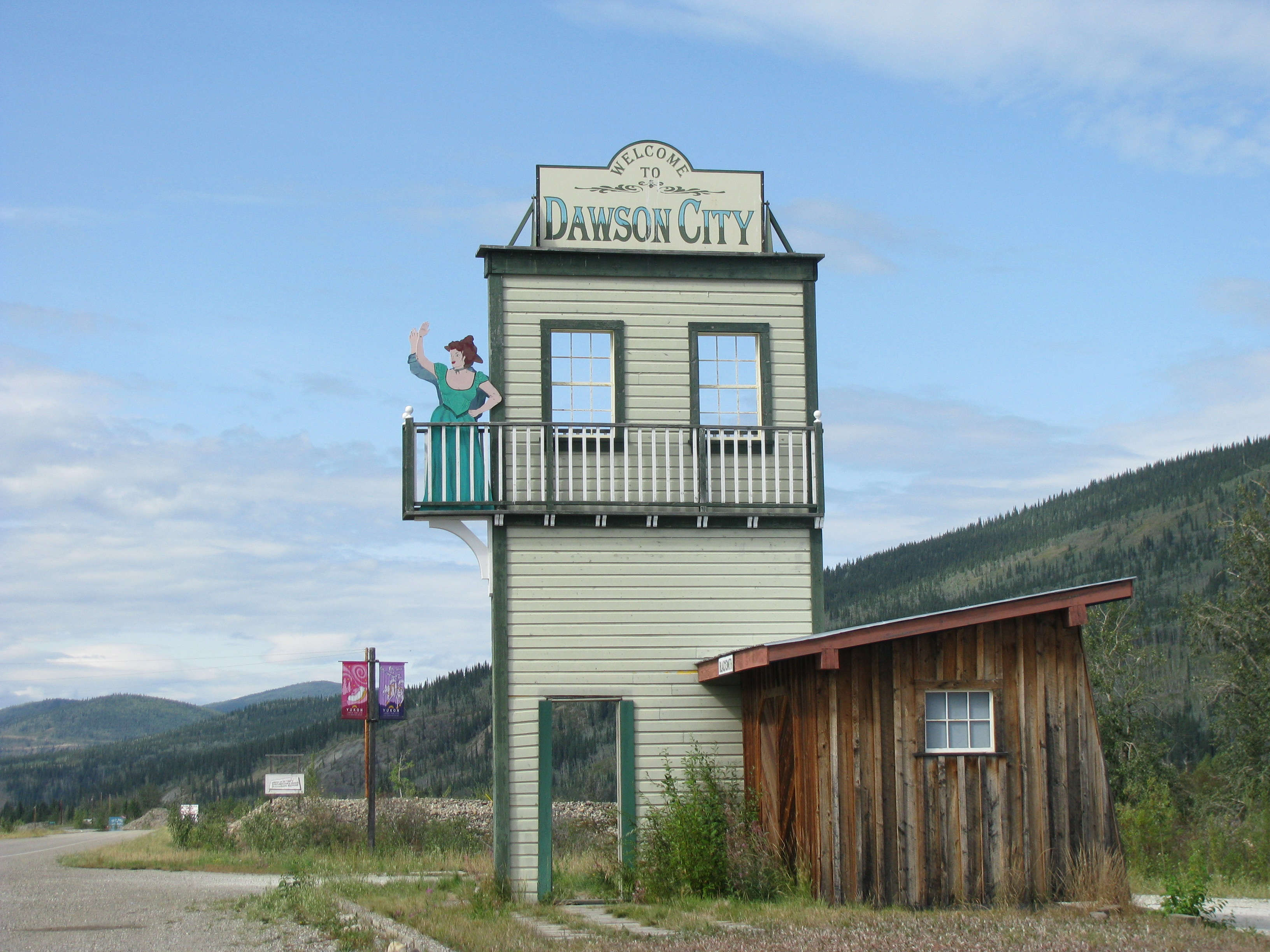
В'їзд у Доусон-сіті
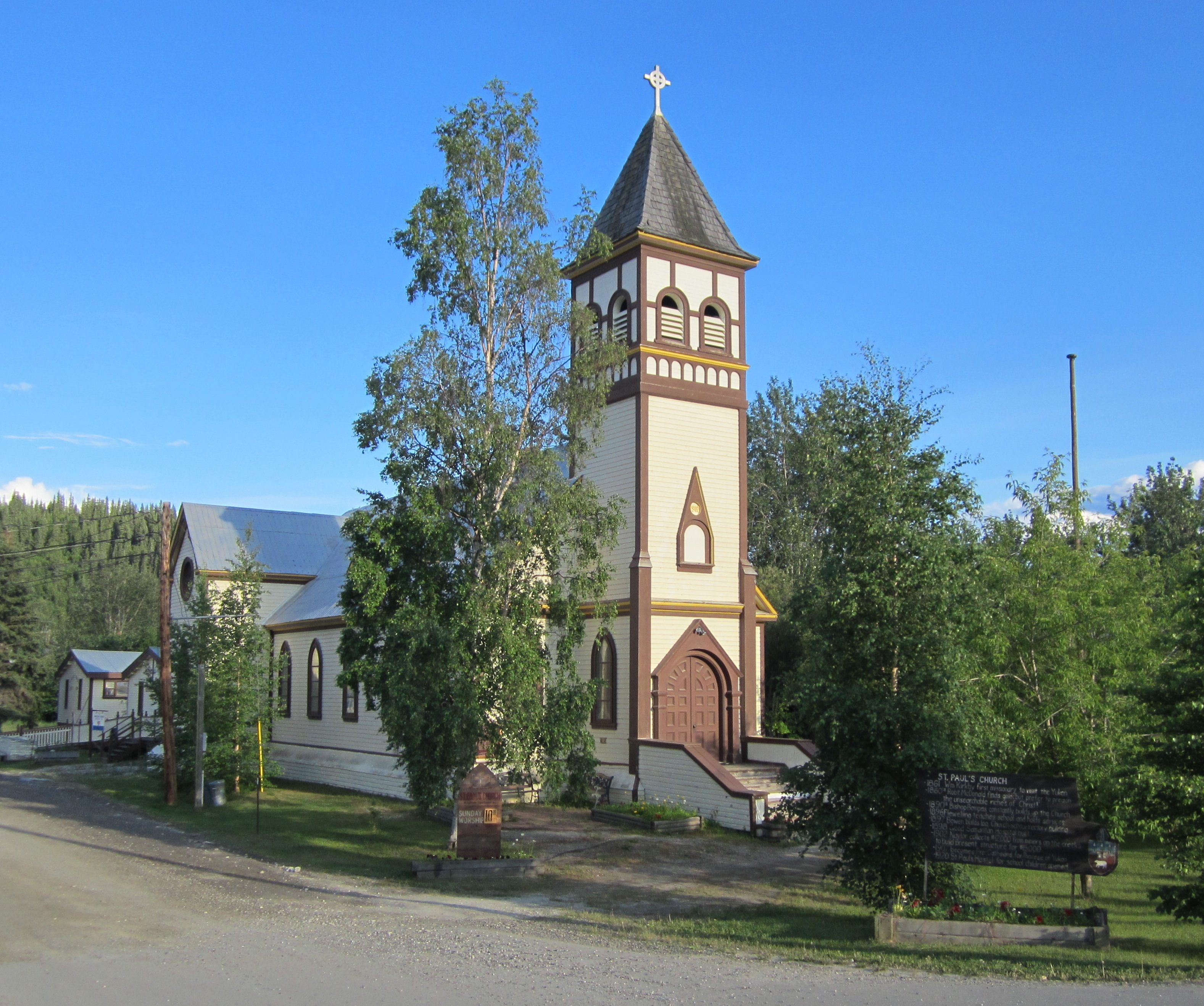
Англіканська церква Св. Павла
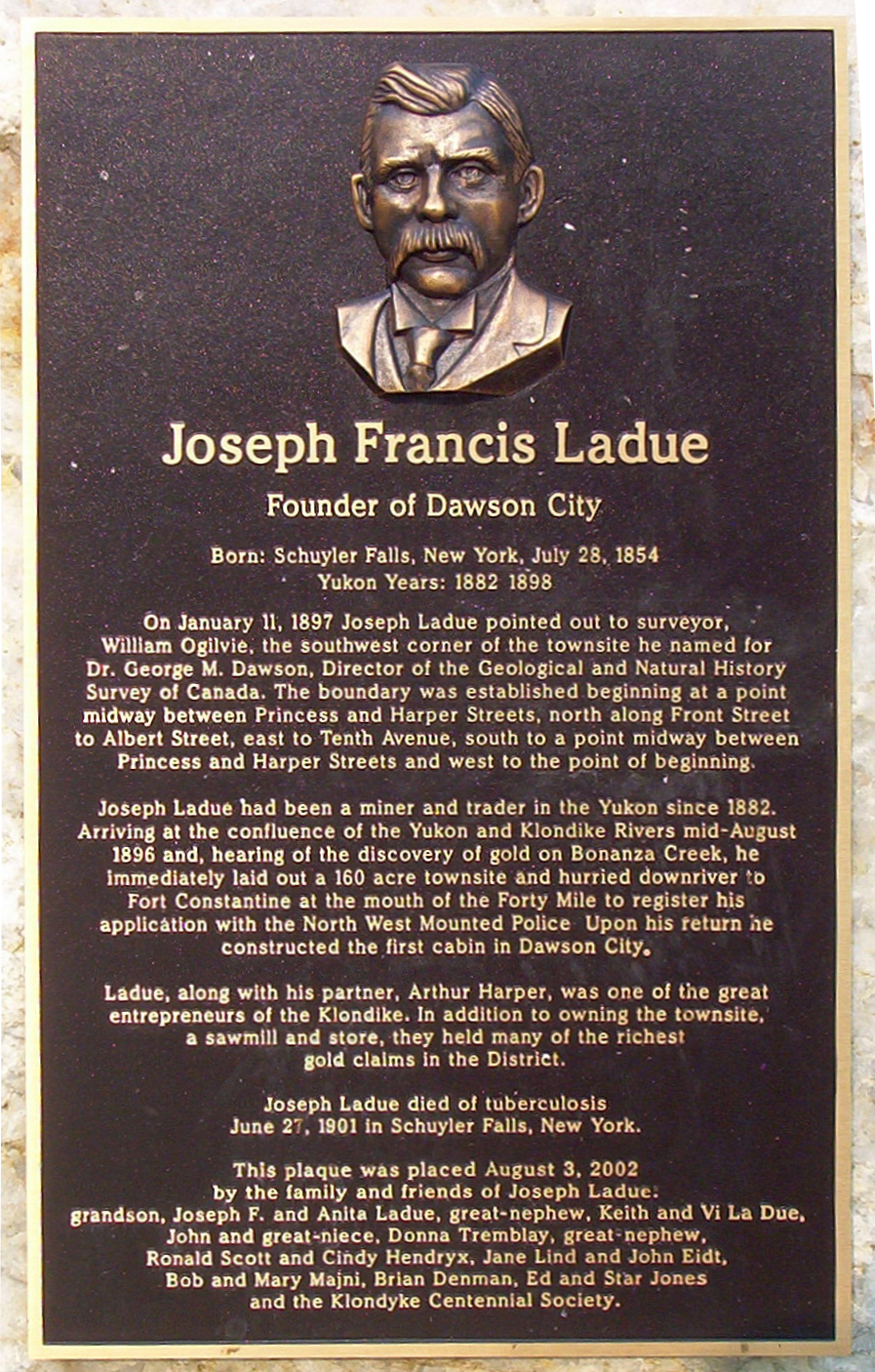
Пам'ятна дошка Джозефу Френсісу Ладу
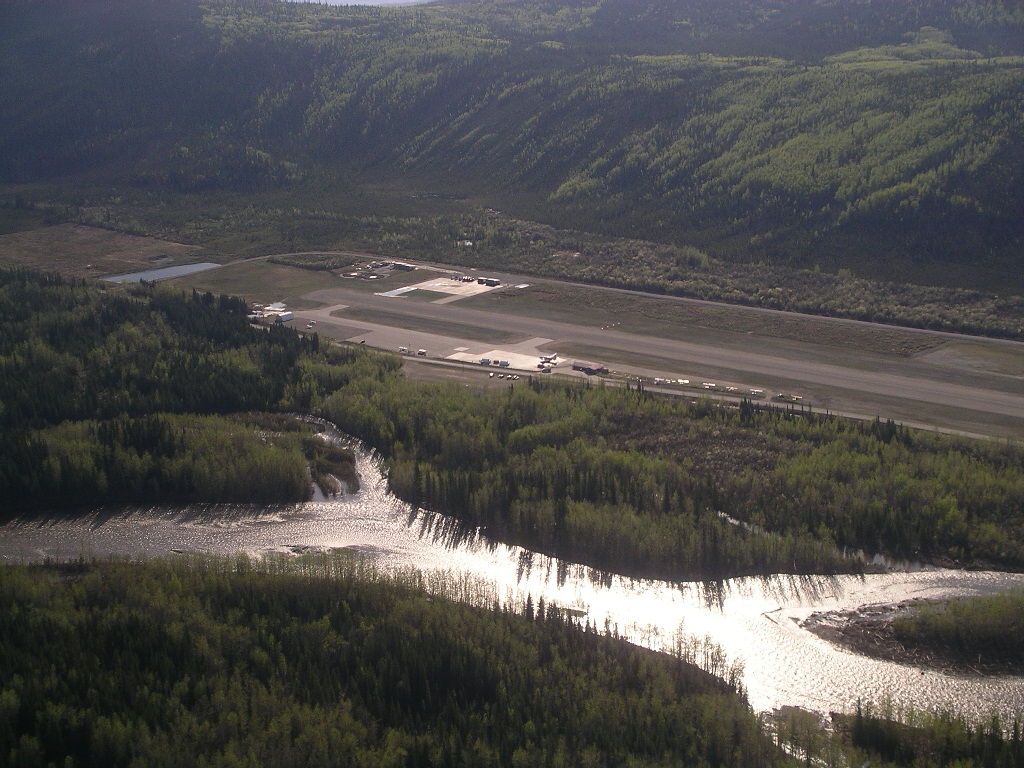
Летовище Доусон-Сіті
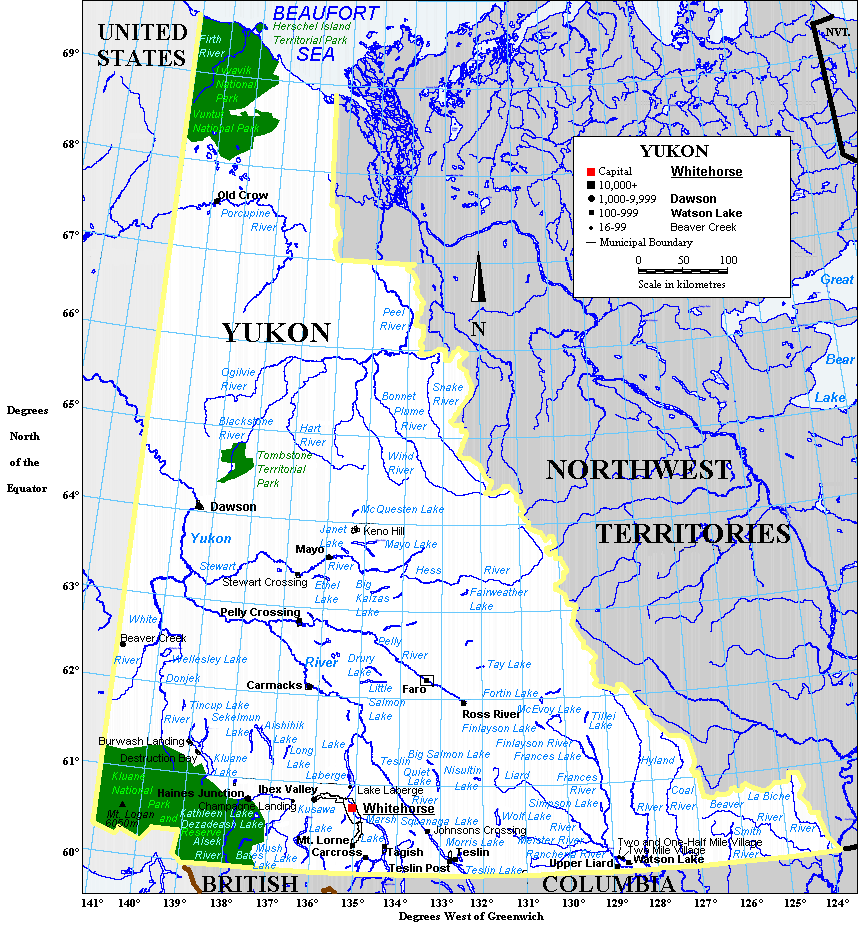
Доусон-Сіті на мапі